# Gerald Royston
Gerald Royston (Londra, 1901 – ...) è stato un attore britannico, attivo come attore bambino del cinema muto britannico dal 1913 al 1915, noto per essere stato il primo "Little Lord Fauntleroy" (e primo attore bambino protagonista in un lungometraggio) nella storia del cinema.

## Biografia
Gerald Crowden (questo il suo nome alla nascita) nasce a Londra nel 1901. Gerald Royston è il suo nome d'arte fin da ragazzo. Segue infatti le orme della sorella Marie Royston e del fratello Roy Royston, il quale in quegli anni si era affermato come uno dei principali attori bambini del cinema muto britannico.
Tra il 1913 e il 1915, Gerald prende parte a cinque pellicole. Una di esse lo consegna alla storia del cinema. È infatti in Little Lord Fauntleroy (1914) il primo "Cedric Erroll" cinematografico. La sua interpretazione lo fa anche in assoluto il primo attore bambino protagonista di un lungometraggio, prima che tale onore tocchi anche negli Stati Uniti a Gordon Griffith in Little Sunset (1915) e a Marie Osborne in Little Mary Sunshine (1916).
Una volta lasciato il mondo del cinema nel 1915, non ci sono più informazioni biografiche a suo riguardo.

## Filmografia

### Cortometraggi
- The Fish and the Ring, regia di R.H. Callum e F. Martin Thornton (1913)
- Wonderful Nights with Peter Kinema, regia di George Pearson (1914)
- A Son of France, regia di George Pearson (1914)
- Buttons, regia di George Pearson (1915)
- The Face at the Telephone, regia di L.C. MacBean e Fred Paul (1915)

### Lungometraggi
- Little Lord Fauntleroy, regia di F. Martin Thornton (1914)